# Santa Bárbara Huacapa
Santa Bárbara Huacapa är en ort i Mexiko.   Den ligger i kommunen San Juan Bautista Tlachichilco och delstaten Oaxaca, i den sydöstra delen av landet, 220 km söder om huvudstaden Mexico City. Santa Bárbara Huacapa ligger 1 238 meter över havet och antalet invånare är 169.
Terrängen runt Santa Bárbara Huacapa är huvudsakligen kuperad. Santa Bárbara Huacapa ligger nere i en dal. Runt Santa Bárbara Huacapa är det glesbefolkat, med 12 invånare per kvadratkilometer. Närmaste större samhälle är La Luz de Juárez, 7,0 km sydväst om Santa Bárbara Huacapa. I omgivningarna runt Santa Bárbara Huacapa växer huvudsakligen savannskog.